# Большие Медянцы
Большие Медянцы — опустевшая деревня в Верхошижемском районе Кировской области в составе Верхошижемского городского поселения. 

## География
Находится на расстоянии примерно 8 км на юго-запад от районного центра посёлка Верхошижемье. 

## История
Деревня основана в начале XVIII века как починок Макаровский. В 1710 проживало 4 мужчин из семьи Макаровых, в 1764 году отмечено 144 жителя. В 1873 году здесь (починок Вновь Макаровский или Меденцы) учтено дворов 37 и жителей 398, в 1905 43 и 279, в 1926 55 и 291, в 1950 41 и 126, в 1989 году оставалось 2 постоянных жителя. Нынешнее название закрепилось с 1939 года. 

## Население
Постоянное население  составляло 1 человек (русские 100%) в 2002 году, 0 в 2010.